# José Luis Villanueva Orihuela
José Luis Villanueva Orihuela (Jerez de la Frontera, 28 d'abril de 1965) fou un ciclista espanyol que fou professional entre 1987 i 1993. La principal victòria de la seva carrera fou la Volta a Múrcia de 1991.

## Palmarès
- 1985
  - 1r a la Volta a l'Empordà
- 1988
  - 1r al Circuit de Getxo
- 1991
  - 1r de la Volta a Múrcia
  - Vencedor d'una etapa de la Volta a Andalusia

### Resultats al Tour de França
- 1991. Abandona (12a etapa)

### Resultats a la Volta a Espanya
- 1989. 129è de la classificació general
- 1991. 60è de la classificació general

### Resultats al Giro d'Itàlia
- 1990. 89è de la classificació general
- 1992. 146è de la classificació general